# Olivier Dussopt
Olivier Dussopt, né le 16 août 1978 à Annonay (Ardèche), est un homme politique français.
Membre du Parti socialiste jusqu'en 2017, député de la deuxième circonscription de l'Ardèche, élu le 17 juin 2007, il est le benjamin de l'Assemblée nationale pendant la XIIIe législature. Réélu en juin 2012, il est membre de la commission des lois constitutionnelles, de la législation et de l'administration générale de la République.
Alors qu'il s'inscrivait dans l'opposition au second gouvernement Édouard Philippe, il est nommé secrétaire d'État en novembre 2017 dans ce même gouvernement. En 2020, il est nommé ministre délégué chargé des Comptes publics dans le gouvernement Jean Castex.
Avec d'autres anciens socialistes, il fonde en 2020 le parti Territoires de progrès, qui vise à rassembler l'aile gauche de la majorité, et prend sa présidence en 2021.
Du 20 mai 2022 au 11 janvier 2024, il est ministre du Travail, du Plein emploi et de l'Insertion dans le gouvernement Élisabeth Borne. Il est réélu député dans sa circonscription le 19 juin 2022 sous l’étiquette Ensemble.
En janvier 2023, il est visé par le parquet national financier pour des faits de favoritisme dans l'attribution de marchés publics, alors qu'il doit faire face au même moment aux grèves du mouvement social contre le projet de réforme des retraites en France de 2023. Il est relaxé en janvier 2024 mais condamné l'année suivante après un appel du parquet.
Le 11 mars 2024, il est nommé secrétaire général exécutif du parti Renaissance.

## Biographie

### Origines et formation
Issu d’une famille ouvrière d’Annonay en Ardèche où il réside, il fait ses études à l'Institut d'études politiques de Grenoble et obtient un diplôme d'études supérieures spécialisées (DESS) de développement local et management de territoires,.

### Débuts en politique
Après avoir occupé différents postes de chargé de mission, Olivier Dussopt est, de novembre 2002 à septembre 2006, collaborateur parlementaire de Michel Teston, sénateur et président du conseil général de l'Ardèche.
Adhérent du Parti socialiste (PS) à partir de 2000, il est secrétaire de la section d’Annonay de mai 2001 à janvier 2008. De 2001 à 2003, il est animateur fédéral du Mouvement des jeunes socialistes en Ardèche. Premier secrétaire fédéral délégué de 2003 à 2007, il est chargé de la coordination, de la communication, des études et des élections.[réf. souhaitée]
Proche de la Nouvelle Gauche avec Benoît Hamon, il est membre du Conseil national du Parti socialiste.

### Mandats d'élu
Cette section ne s'appuie pas, ou pas assez, sur des sources secondaires ou tertiaires indépendantes du sujet.

Pour l'améliorer, ajoutez-en, ou placez des modèles {{Source secondaire souhaitée}} ou {{Source secondaire nécessaire}} sur les passages mal sourcés. (décembre 2022)
Candidat aux élections régionales de 2004, il rejoint le conseil régional de Rhône-Alpes en juillet 2006 en remplacement d'Hélène Mira, démissionnaire. Il siège au sein du groupe socialiste.
Le 17 juin 2007, il est élu député de la deuxième circonscription de l'Ardèche, devenant le benjamin de l'Assemblée nationale.

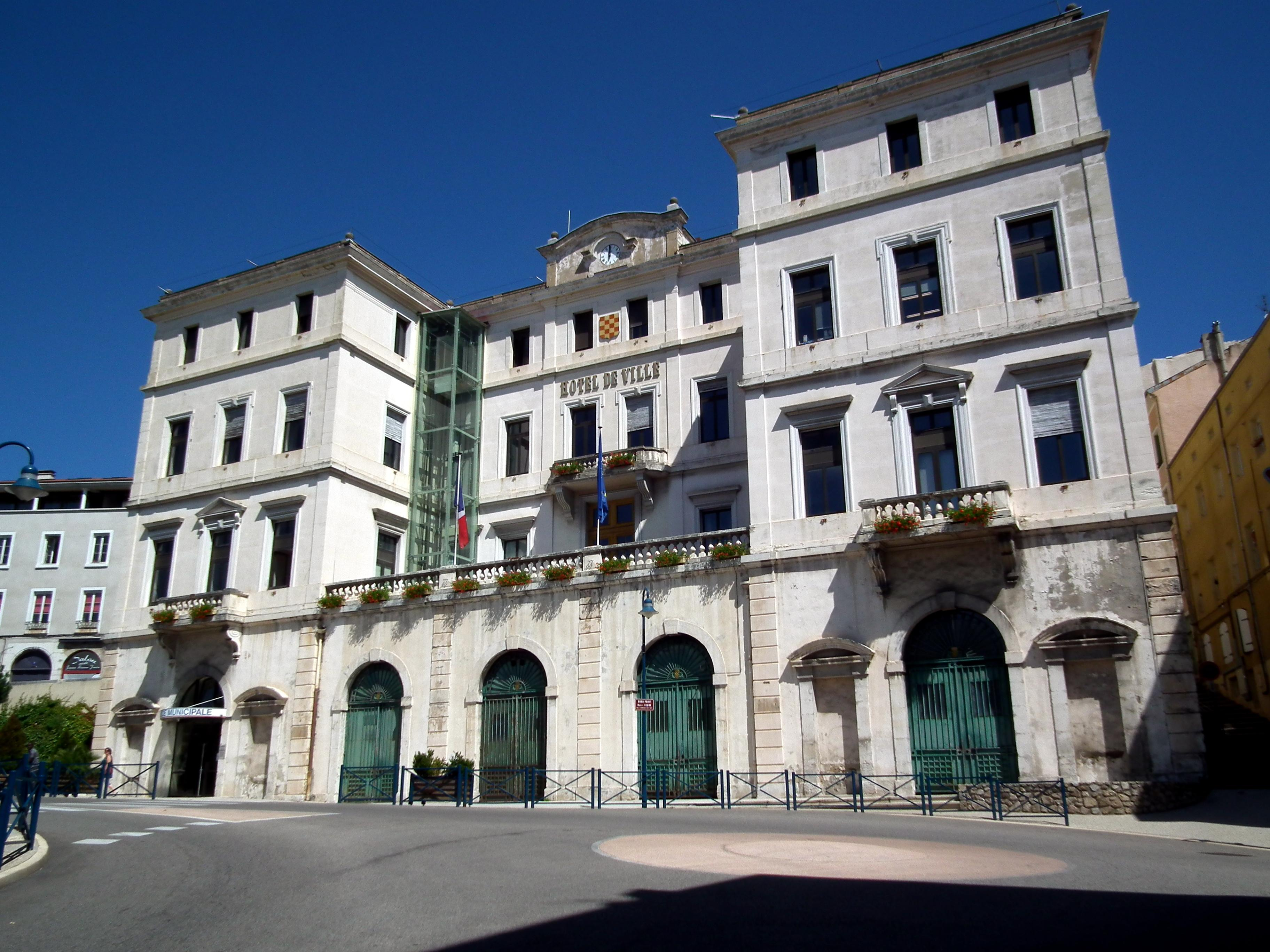
Hôtel de ville d'Annonay.

Le 10 décembre 2007, il annonce sa candidature aux élections municipales de mars 2008 dans la ville d'Annonay. Le 9 mars 2008, la liste d'union de la gauche « Annonay avenir » dont il est tête de liste l'emporte dès le premier tour avec 68,9 % des voix. Le 15 mars, il est élu maire par le nouveau conseil municipal et démissionne peu après du Conseil régional pour cause de cumul des mandats. En avril 2008, il devient président du syndicat mixte de l'Ardèche verte jusqu'en 2014.
À cette époque, il est classé à l'aile gauche du Parti socialiste, avec pour mentors Henri Emmanuelli, Benoît Hamon ou Martine Aubry. En novembre 2008, dans la foulée du congrès de Reims où il a été signataire de la motion C de Benoît Hamon, aux côtés de Jean-Luc Mélenchon et Marie-Noëlle Lienemann, il intègre la direction nationale du PS, auprès de Marylise Lebranchu, secrétaire nationale aux territoires. En avril 2010, il devient vice-président de l'Association des petites villes de France (APVF) et, en juin 2010, il devient vice-président de la Fédération nationale des élus socialistes et républicains auprès de Marylise Lebranchu de 2010 à 2012 puis Pierre Cohen comme 1er vice-président, puis comme vice-président aux questions d'organisation et de réforme territoriale auprès de Francois Rebsamen en avril 2016. Le 12 juillet 2011, il devient porte-parole de Martine Aubry, candidate à l'élection présidentielle de 2012. Après les primaires, il rejoint le conseil des élus de la campagne de François Hollande.
Il est réélu député de l'Ardèche le 17 juin 2012 en obtenant 53,35 % des voix. Il est aussi désigné vice-président du groupe socialiste à l'Assemblée nationale, où il travaille plus particulièrement sur les questions relatives aux collectivités territoriales.
Le 18 juillet 2012, il est nommé secrétaire national du PS auprès de la 1re secrétaire, Martine Aubry, chargé de la présidence du forum des territoires, en remplacement de Marylise Lebranchu, jusqu'au congrès de Toulouse.
Il est alors très proche de Martine Aubry.
Le 21 mai 2013, il est désigné rapporteur de la commission des Lois pour le projet de loi de modernisation de l'action publique territoriale et d'affirmation des métropoles.
Candidat à sa propre succession aux élections municipales d'Annonay, il est réélu dès le premier tour le 23 mars 2014 avec 51,71 % des voix pour sa liste « Annonay Avance » face à trois listes (UMP, extrême droite et Front de Gauche). Les 12 et 13 juin 2014, lors des assises de l'APVF à Annonay, il en est élu président, succédant à Martin Malvy, président fondateur.
En juin 2014, il est aussi désigné rapporteur de la commission des lois pour le projet de loi portant nouvelle organisation du territoire de la République et clarification des compétences des collectivités locales. Ce texte est promulgué le 9 août 2015. Olivier Dussopt est nommé membre de la commission nationale consultative des gens du voyage, au sein de laquelle il représente l'Assemblée nationale (JO du 13 octobre 2015). Il siège aussi, à partir de 2012, au conseil national d'aménagement et de développement du territoire[réf. nécessaire].
Il est près d'entrer au gouvernement à deux reprises sous la présidence de François Hollande, soutenu à chaque fois par Manuel Valls, mais se voit recalé au dernier moment,. En 2016, il soutient Manuel Valls et devient l'un de ses huit porte-parole de campagne pour la primaire citoyenne de 2017. Il ne parraine pas Benoît Hamon lors de l'élection présidentielle de 2017, étant notamment très hostile au revenu universel, et vote pour Emmanuel Macron dès le premier tour.
Le 18 juin 2017, candidat socialiste, il est réélu député de la deuxième circonscription de l'Ardèche avec 56,30 % des suffrages exprimés face à la candidate de La République en marche !. Il est l'un des rares députés PS à être réélus face à un candidat LREM. À Annonay, ville dont il est maire, il réalise un score de 70,45 %.
Le 10 juillet 2017, en application de la loi interdisant le cumul d'un mandat parlementaire et d'une fonction exécutive locale, il quitte ses fonctions de maire d'Annonay et Antoinette Scherer, sa première adjointe depuis 2009, lui succède. Le 21 septembre 2017, lors des 20es assises des petites villes de France, à Hendaye, il est reconduit comme président de l'APVF à l'unanimité des membres de l'assemblée générale.
En juillet 2017, dans le cadre du projet de loi organique rétablissant la confiance dans l'action publique, Olivier Dussopt soutient un amendement, soutenu de longue date par la Ligue internationale contre le racisme et l'antisémitisme (LICRA) et finalement adopté, qui enrichit le code pénal d'une peine d'inéligibilité applicable aux personnes reconnues coupables de racisme, d'antisémitisme, de négationnisme, d'homophobie, d'incitation au terrorisme, d'apologie de crime contre l'humanité et de toute forme de discrimination.
En octobre 2017, il intègre une mission d'expertise portant sur la réforme du financement des collectivités locales et de la fiscalité locale, sous la présidence d'Alain Richard, sénateur, ancien ministre, et à la demande du Premier ministre. Il est aussi membre d'un groupe de travail « statut des collaborateurs » dans le cadre de la réforme de l'Assemblée nationale et il siège au conseil d'administration de l'association des députés employeurs.

### Secrétaire d'État dans le gouvernement d'Édouard Philippe
Le 24 novembre 2017, il est nommé secrétaire d'État auprès du ministre de l'Action et des Comptes publics, au sein du second gouvernement Édouard Philippe,. Si le décret de nomination ne précise pas son portefeuille exact, il est présenté par la presse comme de facto chargé de la Fonction publique,,. Selon Contexte, « il lui arrive aussi de reprendre des dossiers auxquels Gérald Darmanin s’intéresse moins, comme la déontologie des fonctionnaires, les chantiers outre-mer ». Aussitôt entré au gouvernement, il est chargé de la réforme de la fonction publique. Le jour même de sa nomination, le Parti socialiste annonce qu'il n'en est plus membre.
Alors qu'il avait voté contre le budget présenté par le gouvernement,, en produisant un discours des plus éloquents, il défend âprement ce même budget 6 jours plus tard devant le Sénat.
Les mois précédents, il s'était abstenu lors du vote de confiance au gouvernement, avait voté contre le projet de loi de financement de la Sécurité sociale ainsi que contre la loi Travail,. Il s'était également fait remarquer en 2014 pour avoir critiqué le ministre de l'Économie de l'époque, Emmanuel Macron, au sujet de sa déclaration jugée condescendante à l'égard des ouvrières de Gad, qualifiées « d'illettrées ». Alors que le gouvernement mène une réforme des retraites qui prévoit notamment l'instauration d'un « âge pivot » de départ à 64 ans, Marianne rappelle qu'il faisait partie des 120 parlementaires socialistes contestant la conformité à la Constitution des mesures d'âge figurant dans la réforme de 2010, et qu'il avait interpellé Éric Woerth, ministre du Travail, en mettant en cause l'aspect « doublement injuste » de la « volonté de reculer l'âge de la retraite ».
Selon L'Opinion, il est particulièrement apprécié d'Édouard Philippe, avec qui il « a tissé des liens solides ». En décembre 2019, il est pressenti pour succéder à Jean-Paul Delevoye, qui démissionne de son poste de haut-commissaire aux retraites, mais Laurent Pietraszewski lui est préféré.
Présenté par Paris Match comme un « symbole du socialisme municipal », il travaille à rallier des élus de gauche à LREM en vue des élections municipales de 2020. Avec Jean-Yves Le Drian et Didier Guillaume, sur sollicitation d'Emmanuel Macron, il travaille à la structuration de l'aile gauche de la majorité, qui tarde à aboutir et suscite des craintes de division au sein de LREM,,. La démarche aboutit en février 2020 avec le lancement du parti Territoires de progrès, indépendant de LREM, qui « aspire à peser sur les orientations du gouvernement et à faire contrepoids à ses alliés du centre droit » selon son texte fondateur.

### Ministre délégué dans le gouvernement de Jean Castex
Le 6 juillet 2020, Olivier Dussopt est nommé ministre délégué chargé des Comptes publics dans le gouvernement Jean Castex, sous la première présidence d'Emmanuel Macron.
Le 9 octobre 2021, il est élu président de Territoires de progrès, parti considéré comme « l'aile gauche » de la majorité présidentielle. Cette élection a eu lieu lors d'un congrès du parti à Bordeaux, réunissant 200 adhérents. Il accepte en 2022 la demande d'Emmanuel Macron de fondre le parti dans la nouvelle formation présidentielle, Renaissance, ce qui lui vaut l'inimitié d'autres membres du parti, comme Gilles Savary.

### Ministre dans le gouvernement d'Élisabeth Borne
Le 20 mai 2022, il est nommé ministre du Travail, du Plein emploi et de l'Insertion dans le gouvernement Élisabeth Borne, constitué après la réélection d'Emmanuel Macron.

#### Réforme des retraites et grèves de 2023
Il a en particulier pour responsabilité la mise en œuvre du recul à 65 ans de l’âge légal de départ à la retraite, l'une des mesures les plus importantes du programme électoral d'Emmanuel Macron. Le projet de réforme des retraites présenté par Élisabeth Borne le 10 janvier 2023 prévoit un recul à 64 ans.
Alors que sont annoncées les grèves du mouvement social contre le projet de réforme des retraites en France de 2023, dans les jours qui suivent, de nombreux médias exhument des images d'archives datant de 2010 où il s'opposait avec véhémence en tant que député du Parti socialiste au report de l'âge légal de 60 à 62 ans par le gouvernement Fillon. Il justifie ce changement d'opinion par « une maturité politique » et une situation économique différente.
Le 23 janvier 2023, le gouvernement a adopté en Conseil des ministres la réforme des retraites, affichant sa « détermination » à aller jusqu'au bout sans « renoncer » au report de l'âge de départ à la retraite.
Le 16 mars 2023, alors que le gouvernement n'est pas certain d'obtenir une majorité à l'assemblée nationale, la Première ministre engage la responsabilité de son gouvernement, grâce à l'article 49 alinéa 3 de la Constitution. Le texte est considéré comme adopté.
Le gouvernement échappe de peu a une motion de censure, à neuf voix près.
En avril, le Conseil constitutionnel valide la réforme, en censurant néanmoins quelques éléments, considerés comme des cavaliers législatifs.

#### Après le gouvernement
Le 11 janvier 2024, il quitte le ministère du Travail, remplacé par Catherine Vautrin, qui devient ministre du Travail, de la Santé et des Solidarités.
En février 2024, redevenu député de l'Ardèche, il est nommé membre de la commission de la Défense nationale et des Forces armées de l'Assemblée nationale. Il est aussi désigné secrétaire général exécutif de Renaissance et s'implique dans l'organisation de la campagne des élections européennes.
En juin 2024, il ne se représente pas à la députation lors des élections législatives anticipées,.

### Prises de position
Il s'oppose en 2010 à la réforme des retraites de Nicolas Sarkozy, qui repousse de 60 à 62 ans l'âge minimum de départ : « Cette volonté est doublement injuste. D'une part, elle écarte d'emblée la recherche d'autres recettes, notamment la mise à contribution de l'ensemble des revenus et en particulier de ceux issus du capital. [...] D'autre part, [...] à la précarité et au taux de chômage historique qu'ils connaissent, vous allez ajouter l'infliction d'une double peine aux moins de trente ans en éloignant toujours plus le moment de leur départ en retraite. » 
En janvier 2011, dans le cadre du débat parlementaire sur la révision de la loi de bioéthique, Olivier Dussopt a déclaré : « Quand j'entends que, malheureusement, 96 % des grossesses pour lesquelles la trisomie 21 est déclarée débouchent sur un avortement, la vraie question que je me pose est : pourquoi il en reste 4 % ? ». Il a alors été accusé d'eugénisme et cette remarque a suscité en réaction une campagne publicitaire le citant nommément. À droite de la photo d'une fillette trisomique, cette assertion : « 96 % d'entre nous sont éliminés à l'issue du dépistage massif de la trisomie 21. (…) Au parlement, certains s'étonnent que nous soyons encore 4 % à survivre ». Pour sa part, Olivier Dussopt estime que ses propos ont été détournés et sortis de leur contexte.
En 2012, il soutient la proposition 31 du candidat socialiste François Hollande d'ouvrir le mariage entre personnes de même sexe en France.
En septembre 2014, il interpelle le ministre Emmanuel Macron à l'Assemblée. Le Canard Enchaîné rapporte l'incident, dont la teneur est confirmée par Olivier Dussopt au Lab d'Europe1 : « Je me nomme Olivier Dussopt, je suis député de l'Ardèche. Ma mère est ouvrière, n'a pas de diplôme et a été licenciée à deux reprises. Vous l'avez insultée, ce matin sur Europe1 ». Il lui reproche d'avoir eu un comportement de « connard » et d'avoir fait preuve de « mépris » en déclarant au sujet des employées de Gad qu'elles sont « pour beaucoup illettrées ». Emmanuel Macron a exprimé ses regrets lors des questions au gouvernement. « J'ai des regrets parce que j'ai blessé des salariées et que je ne le voulais pas. Je ne m'en excuserai jamais assez ».
Il est au sein du gouvernement considéré comme proche de Gérald Darmanin sur les questions en lien avec l'immigration.

## Synthèse des résultats électoraux

### Élections législatives
| Année | Parti | Parti     | Circonscription | 1er tour | 1er tour | 1er tour | 2d tour | 2d tour | 2d tour | Issue |
| Année | Parti | Parti     | Circonscription | Voix     | %        | Rang     | Voix    | %       | Rang    | Issue |
| ----- | ----- | --------- | --------------- | -------- | -------- | -------- | ------- | ------- | ------- | ----- |
| 2007  |       | PS        | 2e de l’Ardèche | 14 186   | 26,1     | 2e       | 29 096  | 53,71   | 1er     | Élu   |
| 2012  |       | PS        | 2e de l’Ardèche | 22 629   | 40,29    | 1er      | 28 990  | 53,35   | 1er     | Élu   |
| 2017  |       | PS        | 2e de l’Ardèche | 11 531   | 23,54    | 2e       | 22 132  | 56,30   | 1er     | Élu   |
| 2022  |       | TdP (ENS) | 2e de l’Ardèche | 15 014   | 30,04    | 1er      | 25 684  | 58,86   | 1er     | Élu   |

## Condamnation pour favoritisme
Le 20 mai 2020, le site d'informations Mediapart révèle qu'en janvier 2017, Olivier Dussopt s'est vu offrir des lithographies numérotées du peintre Gérard Garouste par un dirigeant local du groupe Saur, quelques jours après avoir annoncé un partenariat industriel avec le groupe Saur pour l'installation d'une micro-turbine hydroélectrique.
Le don a lieu en pleine négociation d'un contrat. Ce contrat, négocié à partir de 2016, est signé en juin 2017,. Ces œuvres sont estimées à un peu plus de 2 000 euros. Par ailleurs, Olivier Dussopt ne les a pas déclarées[Où ?][Qui ?] alors que c'est obligatoire pour « les dons, avantages […] d'une valeur qu'ils estiment supérieure à 150 euros dont ils ont bénéficié à raison de leur mandat », selon le code de déontologie de l'Assemblée nationale,,.
Après avoir allégué que c'était un cadeau « d'un ami » — ce qui est par la suite démenti par l'intéressé — Olivier Dussopt reconnaît finalement que c'était bien un « cadeau de l'entreprise » et affirme « qu’il va le restituer ». Il indique également qu'il saisit la déontologue de l'Assemblée nationale afin qu'elle « vérifie la conformité de [son] choix initial ». Il réfute que ces cadeaux aient constitué des remerciements aux marchés confiés à la Saur, affirmant que celle-ci a « remporté ces marchés » parce qu'elle « était la mieux-disante ». Il a également précisé qu'après l'appel d'offres, la facture d'eau de ses administrés avait baissé par rapport à la situation antérieure.
Une enquête du parquet national financier (PNF), confiée à l'Office central de lutte contre la corruption et les infractions financières et fiscales (OCLCIFF), est ouverte pour « corruption » et « prise illégale d'intérêts ». Le 18 août 2020, à l'occasion de la perquisition du domicile du ministre et de la Saur, les enquêteurs découvrent des échanges entre Olivier Dussopt et Olivier Brousse de l'entreprise Saur semblant confirmer l'existence d'un arrangement autour d'un autre marché public, daté de 2009-2010,.
En janvier 2023, le PNF retient l'infraction de « favoritisme » avec la Saur, un délit passible de deux ans de prison et 200 000 € d'amende,,,,. Le 27 novembre, le ministre comparait devant le tribunal correctionnel de Paris. Il encourt jusqu’à deux ans de prison et 30 000 € d’amende. Le parquet dénonce de graves « manquements » au « devoir d'exemplarité » des élus dans l'espoir d'un « gain politique », des faits qui concourent à « dégrader la confiance dans les institutions », et requiert 10 mois d'emprisonnement avec sursis ainsi que 15 000 € d'amende,.
La 32e chambre du tribunal correctionnel de Paris le relaxe le 17 janvier 2024. Le tribunal a notamment estimé que la réunion ayant eu lieu entre Olivier Dussopt et le directeur général de la Saur, Olivier Brousse, avant la passation du marché était « inévitable » puisqu’il s’agissait de négocier une sortie de la délégation de service public dont bénéficiait la Saur précédemment. Et qu’à cette occasion, Olivier Dussopt « n’avait pas transmis d’informations privilégiées » à son interlocuteur. Le tribunal a également écarté la possibilité que les critères du marché public lancé par la ville d’Annonay en octobre 2009, et remporté par la Saur, aient pu être décidés par Olivier Dussopt sous l’influence d’échanges qu’il avait eus avec Olivier Brousse. Ce dernier poursuivi pour « complicité de favoritisme » est relaxé également, ainsi que la Saur, qui était poursuivie pour « recel de favoritisme ».
Le parquet national financier fait appel de cette relaxe la semaine suivante. Le 7 février 2025, Olivier Dussopt est reconnu coupable de favoritisme en appel et condamné à 15 000 € d'amende, dont 10 000 € avec sursis,.

## Vie privée
En mars 2023, pendant le débat parlementaire sur la réforme des retraites, Olivier Dussopt révèle dans un entretien accordé au magazine Têtu être homosexuel et dit avoir été victime de nombreuses remarques homophobes,.

## Distinctions
- Chevalier de la Légion d'honneur (2025)[70]

## Prix et récompenses
- Prix Tolerantia 2011[71]